# La Pietat (Ribera, Madrid)
La Pietat és un quadre del pintor valencià Josep de Ribera, «Lo Spagnoletto», pintat a l'oli sobre llenç i amb unes dimensions de 157 × 210 cm. Signat i datat en 1633, actualment es conserva en el Museu Thyssen-Bornemisza de Madrid.
De la mateixa temàtica i títol es conserven altres dues teles del pintor. Una en el Museu Sant Martino de Nàpols i una altra en la National Gallery de Londres.

## Història
Es desconeix la persona que va encarregar el treball a Ribera encara que es creu que va ser un espanyol. La tela està signada sobre la roca de l'angle inferior dret segons la fórmula habitual amb la qual solia fer-ho per aquella època: «Jusepe de Ribera español 1633». Aquesta va ser una de les èpoques més prolífiques del pintor tant per la quantitat d'obres que van sortir del seu taller com per la seva qualitat.
El motiu de la Pietat ho va tractar en nombroses ocasions i amb molt diverses variacions al llarg de la seva vida. De les Pietat fetes per Ribera que encara es conserven la més antiga és la guardada en el National Gallery de Londres, de 1620. Després la seguiria La Pietat del Museu Thyssen de l'any 1663 i finalment la conservada en la Cartoixa de Sant Martino a Nàpols de 1637.
El quadre procedeix de la col·lecció del Marquès d'Heredia.

## Descripció
L'obra s'emmarca en un període de transició de l'artista en el qual, sense abandonar les ombres del tenebrisme, començava a experimentar amb nous colorits.
El cos de Crist en horitzontal és qui emmarca a la resta de personatges en l'obra. A la dreta Juan l'Apòstol subjecta l'esquena del jacent mentre que als seus peus, María Magdalena els hi besa amb aflicció. Al centre, vetllada per la tècnica del clarobscur, ens mostra una María amb un rostre destrossat pel dolor que mira al cel mentre ajunta les mans en una pregària. Finalment, al fons a la dreta, s'aprecia el rostre de José de Arimatea.
El focus de llum de la composició se centra sobre el cos jacent donant-li una aparença d'estàtua marmórea que ho realça aconseguint transmetre de manera magistral tant el dolor físic de les seves ferides (especialment la del seu costat) com el dolor anímic expressat en el seu rostre i la laxitud del seu cos.